# Order Blüchera
Order Blüchera (niem.: Blücher-Orden) – odznaczenie wojskowe, ustanowione w NRD. 

## Historia
Order został ustanowiony 13 października 1965 roku postanowieniem Narodowej Rady Obrony NRD (niektóre źródła podają rok 1968 - aktu prawnego ustanawiającego order nigdy nie opublikowano). Miał być nadawany żołnierzom Narodowej Armii Ludowej NRD w trzech klasach - złotej srebrnej i brązowej za męstwo w czasie działań wojennych. Wraz z orderem ustanowiono Medal Blüchera za Waleczność (niem. Blücher-Medaille für Tapferkeit), również w stopniu złotym, srebrnym oraz brązowym. Ani order, ani medal nie zostały nigdy nadane, chociaż wybito dużą liczbę egzemplarzy.

## Insygnia
Oznakę orderu stanowi, pozłacany, posrebrzany lub brązowo patynowany krzyż pizański, o ramionach pokrytych na awersie białą emalią. W biało obramowanym okrągłym środkowym medalionie, otoczonym dębowym wieńcem znajduje się zwrócony heraldycznie w prawo portret feldmarszałka Gebharda Leberechta von Blüchera na fioletowym tle. Rewers jest gładki bez emalii, z napisem FŪR TAPFERKEIT (za waleczność) oraz godłem NRD. Order jest zawieszony na złożonej w pięciokąt fioletowej wstążce z żółtymi paskami po bokach. Przy orderze złotym i srebrnym przez środek wstążki biegnie dodatkowo złoty lub srebrny prążek. Na baretkę są nałożone złote, srebrne lub brązowe skrzyżowane miecze i miniatura godła NRD.
Na awersie Medalu Waleczności znajduje się wizerunek orderu, na rewersie - napis FŪR TAPFERKEIT i godło NRD. Wstążka medalu jest żółta z trzema, dwoma lub jednym fioletowym prążkiem pośrodku.
| Baretki Orderu i Medalu Blüchera | Baretki Orderu i Medalu Blüchera | Baretki Orderu i Medalu Blüchera |
| -------------------------------- | -------------------------------- | -------------------------------- |
| I klasa (złota)                  | II klasa (srebrna)               | III klasa (brązowa)              |
| Złoty Medal                      | Srebrny Medal                    | Brązowy Medal                    |